# Galeoglossum tubulosum
Galeoglossum tubulosum es una orquídea de hábitos terrestres originaria de México y Guatemala.

## Descripción
Es una orquídea de tamaño mediano a grande, que prefiere el clima fresco al frío, con hábitos terrestres. Tiene una roseta basal de hojas ovadas y  pecioladas que no están presentes en la floración que se produce desde el otoño hasta la primavera en una inflorescencia de 50 cm de largo, erguida y densamente cubierta de flores de 1 cm de longitud, muchas envueltas por debajo de vainas cortas y membranosas.

## Distribución y hábitat
Se encuentra en México y Guatemala en la profundidad de los bosques de robles y de pinos en hábitat húmedos y mohosos, a altitudes de 1900 a 3000 metros.

## Sinonimia
- Cranichis tubulosa Lindl., Gen. Sp. Orchid. Pl.: 451 (1840).
- Prescottia tubulosa (Lindl.) L.O.Williams, Bot. Mus. Leafl. 7: 137 (1939).
- Galeoglossum prescottioides A.Rich. & Galeotti, Ann. Sci. Nat., Bot., III, 3: 31 (1845).
- Prescottia lindeniana A.Rich. & Galeotti, Ann. Sci. Nat., Bot., III, 3: 31 (1845).
- Prescottia pachyrhiza A.Rich. & Galeotti, Ann. Sci. Nat., Bot., III, 3: 31 (1845).[1]